# Gens Sicinia

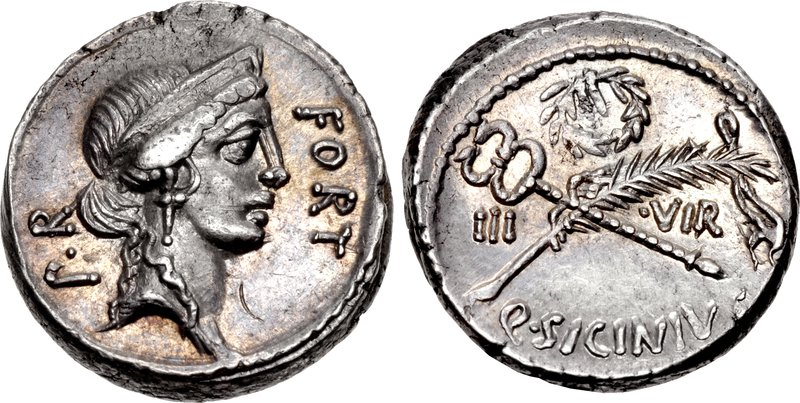
Q Sicinius Denarius, 49DC. Dimensiones (17 mm, 3.91 g, 1 h).

La gens Sicinia fue un clan de familias plebeyas de la Antigua Roma que compartían el nomen Sicinius. Sus miembros aparecieron por primera vez a comienzos del periodo republicano, en el marco de la lucha entre patricios y plebeyos, y su presencia en las fuentes se prolonga intermitentemente hasta la época imperial. El nomen es el origen del nombre de Sicignano, un pueblo de Salerno y apellido dominante en el Mezzogiorno, especialmente en Campania.

## Historia
La gens Sicinia obtuvo celebridad grande por su defensa de los derechos de los plebeyos en su lucha contra los patricios.

## Monedas de los Sicinios
Una moneda de plata fue acuñada en Roma por Quinto Sicinio en 49 a. C. Es de un tipo llamado denario, la más común de las monedas de plata romanas. Una segunda moneda es un denario de Quinto Sicinio Y Cayo Coponio acuñada en el este el mismo año.
El uso principal de la moneda era para pagar a los soldados de Roma. En el siglo I a. C., los sueldos de una legión eran alrededor de un millón y medio de denarios y más cuándo Julio César aumentó la paga. Con alrededor de treinta legiones en servicio activo en el Imperio, esto requirió fuentes enormes de plata.